# Santiago Campillo
Santiago Campillo, prefecto imperial. Nació en 1806 en San Miguel de Horcasitas y desde su juventud se radicó en Guaymas. A partir de 1834 desempeñó los empleos de síndico, juez de paz, administrador de correos y vocal de la Junta Departamental. Adquirió en propiedad las haciendas de Santa Rosa y Santa María y algunos terrenos en Cumuripa; fue regidor, presidente municipal, juez de Primera Instancia y prefecto, secundó en 1856 la rebelión gandarista encabezada por Dávila, fue sometido con sus parciales por el gobernador Pesqueira y desde entonces figuró en el bando conservador. Al ocurrir la ocupación de Guaymas por los franceses en marzo de 1865 el general Castagny lo nombró prefecto municipal y en seguida prefecto imperial del Departamento de Sonora cuya autoridad extendió a todo el territorio dominado por los invasores y sus aliados. El 29 de junio se dirigió al Ministerio de Gobernación informando que la opinión de los sonorenses era unánime a favor del Imperio y que ya estaban cansados de los comportamientos del general Pesqueira y sus agentes. A principios de septiembre instaló su gobierno en Ures y procedió a organizar la administración imperialista en todos los lugares dominados por la Intervención. Pasó con igual carácter al Departamento de Arizona. Maximiliano premió su servicios con la Cruz de la Orden de Guadalupe y al triunfo de la República en el Estado fue a refugiarse a Estados Unidos. Posteriormente se estableció en Tepic bajo el amparo de Lozada, fue demandado por la Casa Robinson por mil barricas de pólvora que había tomado del mineral de Bronces en su época de mando y concluyó sus días en 1878.